# Zarrin Shahr
Zarrin Shahr (en persan : زرین‌شهر / Zarrin-Šahr) est le chef-lieu de la préfecture de Lenjan situé dans la province d'Ispahan, au sud-ouest de la ville d’Ispahan, en Iran.